# Wallada bint al-Mustakfi
Wallada bint al-Mustakfi, en árabe ولادة بنت المستكفي (Córdoba, entre 994 y 1010 - íd. 26 de marzo de 1091) fue una poetisa andalusí, hija de Muhammad al-Mustakfi, el efímero undécimo califa de Córdoba.
Fue una mujer segura y decidida, recordada por un papel activo en la sociedad a pesar de los limitantes de su posición, el ser una mujer en un contexto árabe medieval. Sus versos dan muestra de su singularidad, y los motivos presentes en esta se asocia a su historia de amor con el poeta Ibn Zaydún.

## Biografía
Wallada bint al-Mustakfi nació en la cuna del Califato de Córdoba en un momento de decadencia del territorio árabe de Al-Ándalus, hija de Muhammad al-Mustakfi, quien se convertiría en el undécimo califa de Córdoba, y de la esclava cristiana Amin'am.
Tras el esplendor de la carrera política de Almanzor, un importante comandante del ejército andalusí y consejero de la madre del califa, lo cual conllevaba que tuviera una enorme influencia en las decisiones del califato, este se sume en un periodo de guerras civiles por conflictos en la sucesión del poder y todo tipo de intrigas palaciegas, desencadenadas tras la muerte del hijo de Almanzor, al-Muzáffar. Su padre fue Muhámmad III al-Mustakfí, que accedió al poder el 11 de enero de 1024 al asesinar al anterior califa Abderramán V. Debido a la turbulenta situación del califato ostentó el título de princesa por poco tiempo, pues, su padre murió menos de dos años después también asesinado en Uclés (también existe la hipótesis de envenenamiento).
Wallada tuvo la suerte de que su padre no tuviera descendencia masculina, lo que le dio la oportunidad, en el momento de morir el califa en 1025, de cobrar la herencia y alejarse definitivamente de la realeza. Ella continuaba soltera y se independizó de toda tutela masculina gracias a la herencia de su padre y abrió un palacio y salón literario en donde se dedicó a enseñar poesía y canto a chicas de buena familia e incluso a esclavas. Entre sus alumnas destacó Muhya bint al-Tayyani, una joven de condición muy humilde (hija de un vendedor de higos) a la que acogió en su casa y quien terminó denigrando a Wallada en crueles sátiras.
A su salón también acudían los poetas y literatos de su tiempo, junto a personajes jurídicos prestigiosos que se admiraban de su genio y belleza. Entre sus cualidades se destacaban atributos físicos como el de una belleza de cabello pelirrojo, piel clara y ojos azules, además de ser inteligente, culta y orgullosa. El andar por la calle sin velo y sus versos bordados en los hombros de sus vestidos son ejemplos que atestiguan su personalidad altiva. Se la describe como coqueta y libertina según varias fuentes:
Por Alá, que merezco cualquier grandeza
y sigo con orgullo mi camino
Doy gustosa a mi amante mi mejilla
y doy mis besos para quien los quiera
En el ámbito de la poesía eran vistos como actos polémicos el terminar poemas que no eran de su autoría y tener batallas de versos en fiestas con hombres reclamando la misma posición —allí conoció a su enamorado más recordado—. La gran pasión de su vida fue el poeta Ibn Zaydún o Abenzaidún, con el que mantuvo una relación secreta, dada la vinculación del poeta con los Banu Yahwar, linaje rival de los Omeyas al que ella pertenecía, por lo cual debía andarse con cuidado por Córdoba. Sobre esta relación giran ocho de los nueve poemas que de ella se conservan. Supuestamente la relación se rompió por el amorío de Ibn Zaydún con una esclava negra de Wallada, lo que puede ser cierto, pero también responde a un tópico de la poesía de la época. El poeta le dedicó feroces sátiras tras la ruptura.
Aunque criticada por su estilo de vida, Wallada era también admirada y defendida por muchos, ya que nunca dejó extinguir su fortuna y tampoco se casó. Al caer el régimen de los califas y pasar a los reinos de taifas, fue amparada por dos supuestos amantes, el escritor Ibn Hazm, autor de El collar de la paloma, y el visir Ibn Abdus, su eterno enamorado que, al parecer, permaneció a su lado y la protegió hasta su muerte, cuando ya era octogenaria.
Wallada murió el 26 de marzo de 1091, el mismo día que los almorávides entraron en Córdoba.

## Obra

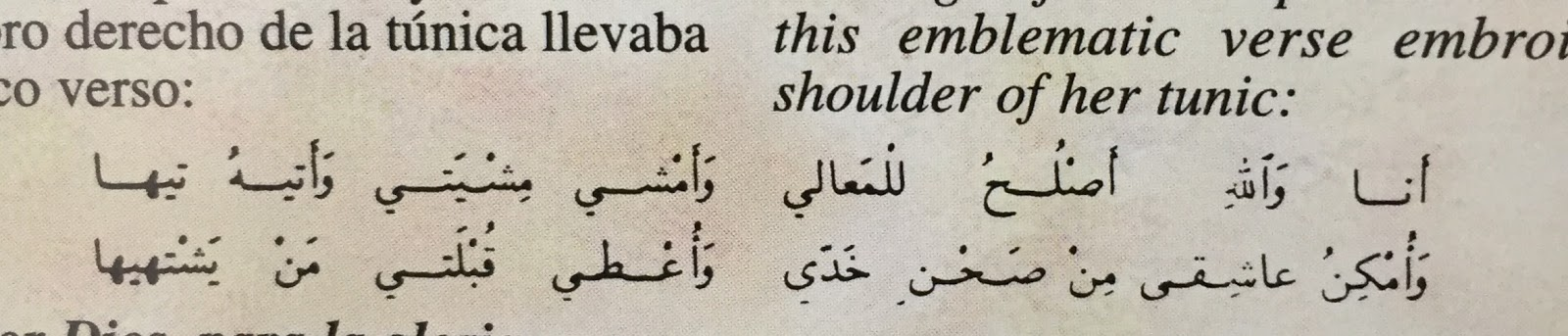

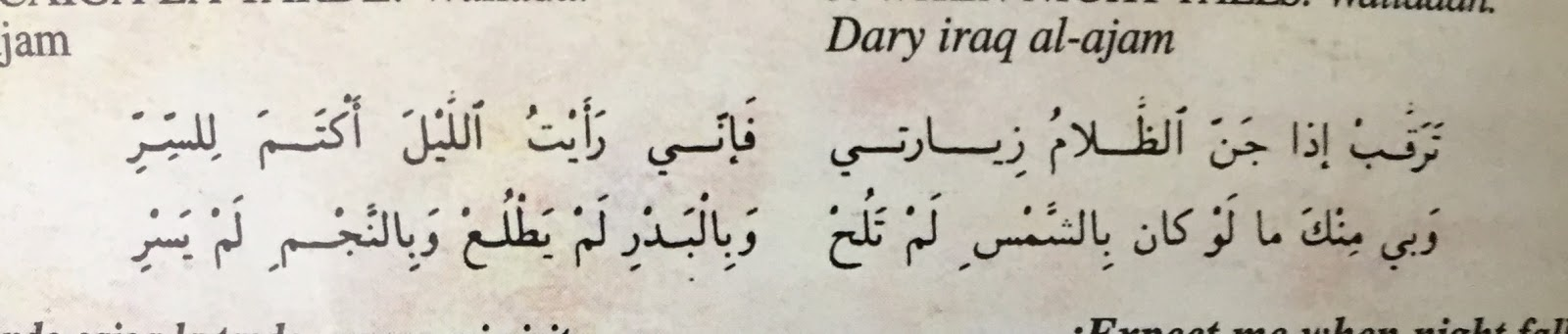

Lo que se conserva de la obra literaria de Wallada es poco frente a lo que se cree que realmente escribió. Su genio creador se debe a una vasta formación literaria que pudo obtener gracias a su posición en la familia del califa.
Fue conocida como la mujer más culta, famosa y escandalosa de Córdoba; en sus obras ella demostraba gran artificio y conocimiento de las tendencias artísticas de la época y era muy admirada por su capacidad para crear versos.
Los poemas que perduran hasta la actualidad están directamente relacionados con su relación con Ibn Zaydún, la cual ha llamado la atención a lo largo del tiempo por la romantización que de ella se conserva.
Según cuenta la leyenda ellos se conocieron en una fiesta de versos en donde toda la noche estuvieron contestándose versos, lo que llevó a que la rivalidad inicial se transformara en afecto y luego en amor. 
Se cuenta también que Ibn Zaydun le enviaba cartas anónimas con pequeños poemas a Wallada, pero que ella estaba tan desconcertada por no conocer su autoría que los ignoró hasta que por fin le llegó uno firmado. Su amor fue secreto y efímero, de hecho uno de los poemas de Wallada habla de la traición de Ibn Zaydún. 
Cuando ocurrió la separación, Ibn Zaydún pagó en la cárcel la infamia y, tan pronto salió, decidió buscar a Wallada arrepentido; sin embargo, ella nunca más le volvió a corresponder. 
Se cuenta que lo veían caminando errante y ojeroso, enfermo de amor; por todos eran conocidos sus poemas, dolorosos y sumisos, que suplicaban el perdón que nunca le fue concedido. Se conserva un monumento de este amor, el Monumento a los enamorados.

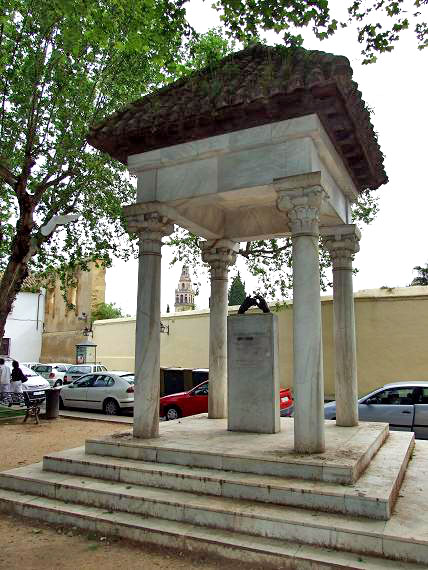
Monumento a los amantes en la ciudad de Córdoba (España).

Estoy hecha para la gloria
Estoy hecha, por Dios, para la gloria,
y camino, orgullosa, por mi propio camino.
Doy poder a mi amante sobre mi mejilla
y mis besos ofrezco a quien los desea.
Cuando caiga la tarde
Cuando caiga la tarde, espera mi visita,
pues veo que la noche es quien mejor encubre los secretos;
siento tal amor por ti que si los astros lo sintiesen
no brillaría el sol, ni la luna saldría,
ni las estrellas emprenderían su nocturno viaje.

### Diálogo con la obra de Ibn Zaydun

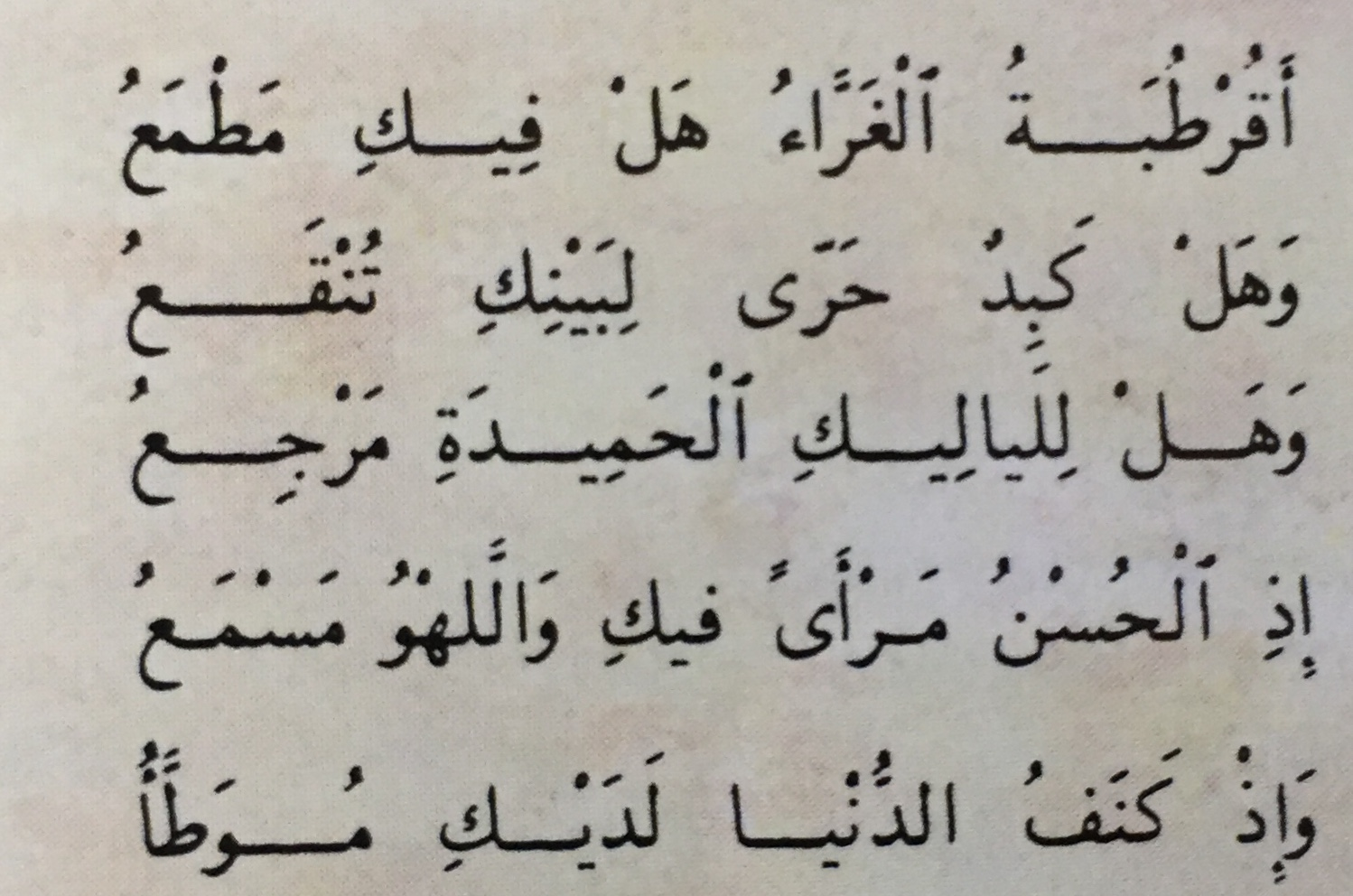

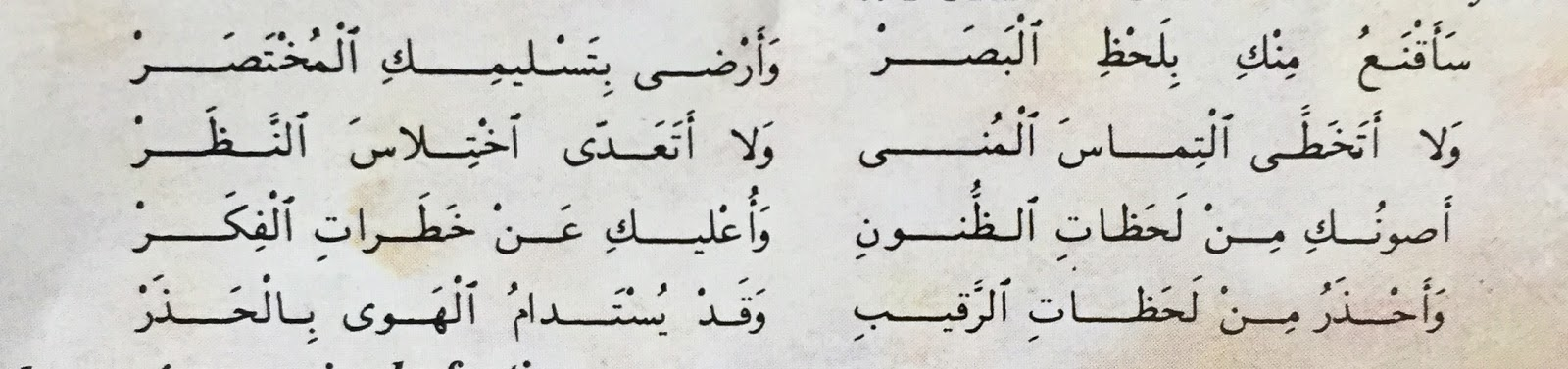

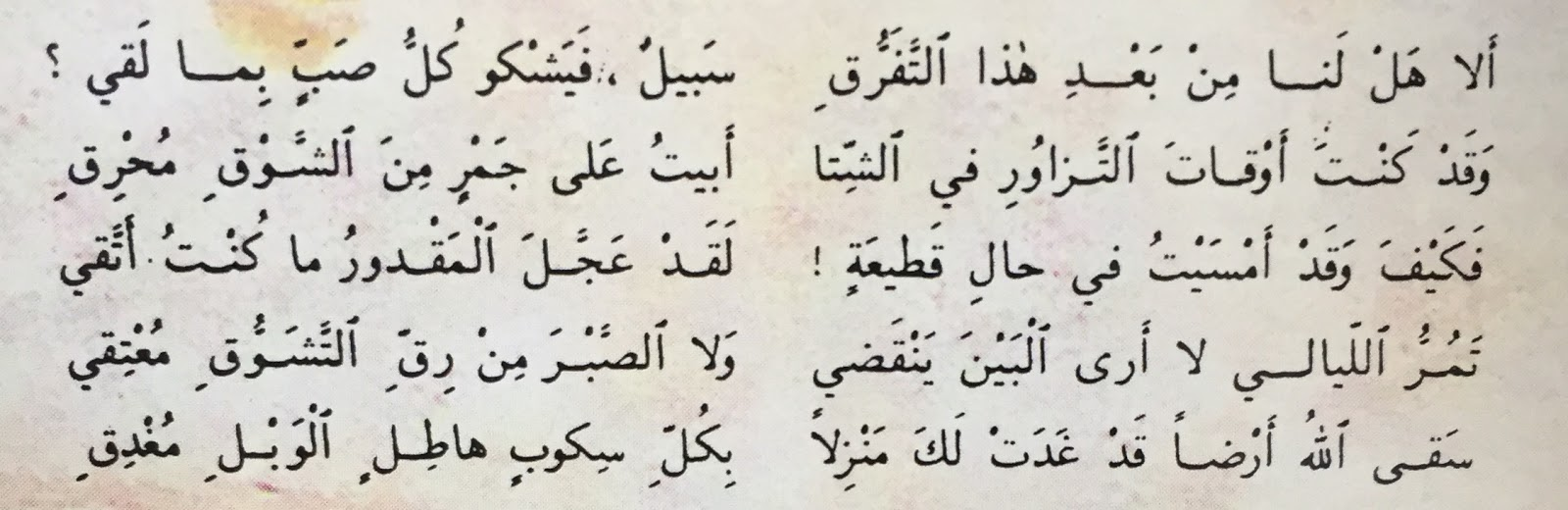

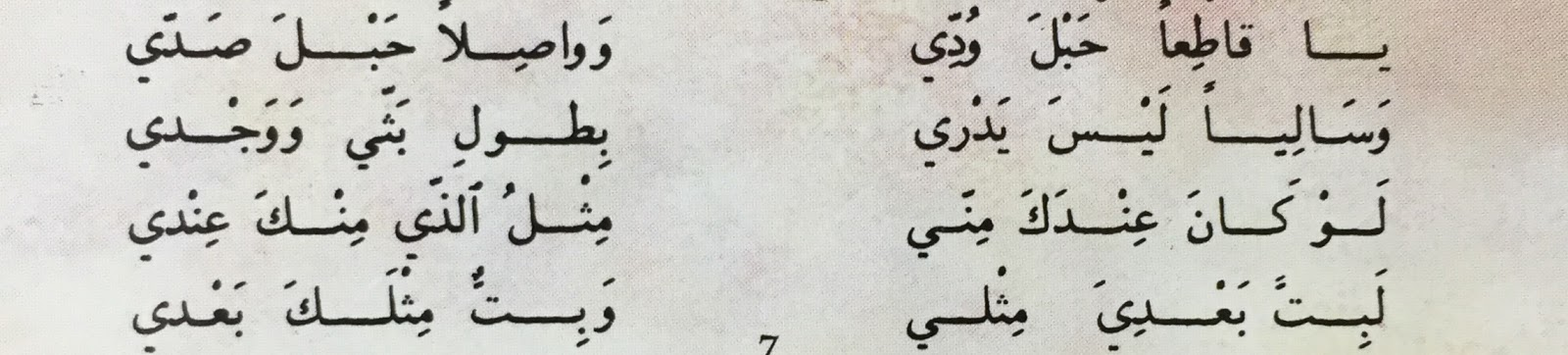

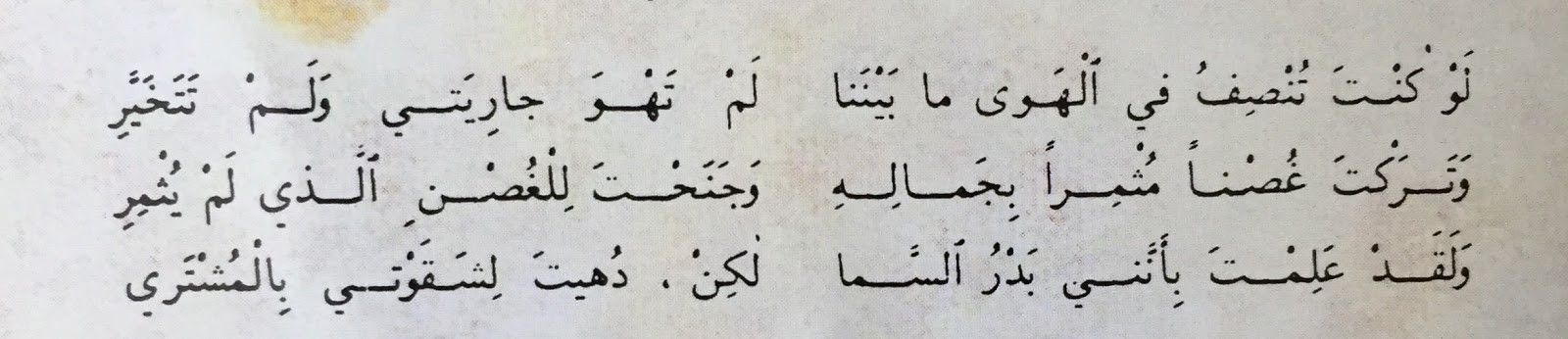

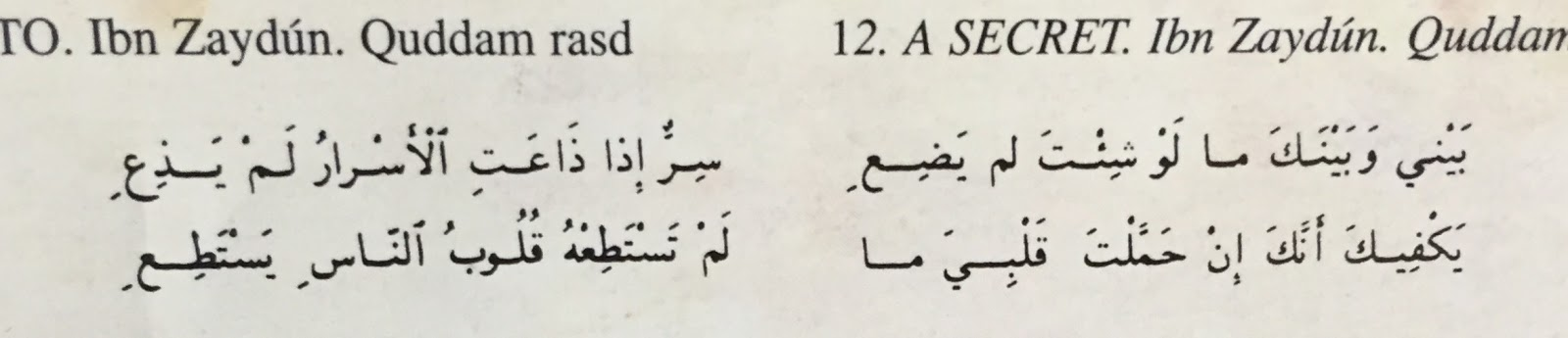

A continuación se insertará una recopilación en forma de diálogo hecho por Eduardo Panigua llamado Wallada & Ibn Zaydun, una historia de amor y poesía, el cual se divide en “Tiempo de amor”, “Desengaños y reproches” y “Amor idealizado”.
Córdoba lozana - Ibn Zaydún
¡Oh, Córdoba lozana!
¿Hay en ti esperanza para mí?
¿Acaso un corazón que arde en tu ausencia puede entibiarse?
¿Pueden acaso volver tus noches deliciosas,
cuando la hermosura era un regalo a los ojos,
y las músicas un placer para los oídos
tan tierno, en ti, el regazo de la vida?
Mirada furtiva - Ibn Zaydún
Me bastará una mirada furtiva.
Me conformaré con tu saludo breve,
y nunca osaré consumar el deseo
ni iré más allá de robarte una mirada;
te preservaré de toda concupiscencia
y te pondré por encima de los malos pensamientos;
me recataré bien de las miradas del espía,
pues, sin duda, el amor se puede perpetuar con tal recato.
La separación - Wallada
Tras la separación, ¿habrá medio de reunirnos?
¡Ay! Los amantes se quejan todos de sus penas.
Paso las horas de la cinta en el invierno
sobre las ascuas ardientes del deseo,
y cómo no, si estamos separados.
¡Qué pronto me ha traído el destino lo que temía!
Mas las noches pasan y la separación no se termina,
ni la paciencia me libera de los grilletes de la añoranza.
¡Que Dios riegue la tierra que sea tu morada
con lluvias abundantes y copiosas!
Pasa tus miradas - Ibn Zaydún
Pasa tus miradas por las líneas de mis cartas
y verás mis lágrimas mezcladas con la tinta.
Cariño mío: mi corazón se deshace
de quejarse tanto a un corazón de pura piedra.
Si tu sintieras por mí - Ibn Zaydún
Oh tú que has cortado los lazos de mi amor,
y has desatado los lazos de mi abandono
despreocupada, sin enterarte
de cuánto pesa mi pena y mi cariño;
si tú sintieras por mí,
lo que yo siento por ti,
estarías apenada como yo, cuando no te tengo,
y yo estaría tranquilo, como tú cuando no me tienes.
Enamorado de Júpiter - Wallada
Si fueras justo con el amor que existe entre nosotros,
no habrías escogido ni amarías a mi esclava;
has dejado una rama donde florece la hermosura
y te has vuelto a la rama sin frutos.
Sabes que soy la luna llena,
pero, por la desdicha,
de Júpiter estás enamorado.
Un secreto - Ibn Zaydún
Si tú quisieras, entre nosotros dos
habría un secreto que jamás se divulgaría.
Bástete saber que, si tú sustentaras mi corazón
podría sobrellevar
lo que otros corazones no soportan.
Despedida - Ibn Zaydún
El amante que te despidió, despidió a la resignación
revelando así los íntimos secretos que había entre los dos.
Quedó rechinando los dientes por no haberse decidido
a dar más pasos junto a ti, al darte el último adiós,
Oh gemela de la luna, llena de luz y de nobleza,
Que Dios bendiga el tiempo que te hizo brillar en el cielo.
Ahora me lamento de lo larga que es la noche sin ti,
¡cómo me he quejado de lo breve que era contigo!
Contra Ibn Zaydún - Wallada
Tu apodo es el hexágono,
un lote que no se apartará mientras vivas
ni siquiera después de que te deje la vida:
marica, puto, fornicador,
cornudo, cabrón, ladrón.
Diálogo en la noche - Ibn Zaydún
¡Oh, noche, alárgate! No siento tu brevedad
más que cuando estoy con ella.
Si tuviera la luna (mujer) esta noche conmigo
no estaría yo ahora acompañado a la luna de la noche.
!Oh, noche! Cuéntale
que yo gozo con los recuerdos que de ella me traes.
Por Dios, dime, ¿me ha sido fiel?
Y me contestó: “No, te ha traicionado”
Wallada fue una importante poeta del siglo XI

## Importancia y recuerdo
Muchos periódicos del siglo XIX continuaban mostrando a Wallada la Omeya como una mujer independiente y de carácter libre cuyos poemas seguían teniendo relevancia tanto en la época como ahora. En algunos de dichos periódicos hablan del romance entre ella e Ibn Zaydún, como en el Semanario Pintoresco Español que en su número 30 lanzado el 27 de julio de 1856, dedicó una página para hablar de Wallada y su amante.
Otros periódicos como el Álbum de señoritas y correo de la moda dedicó parte de su número 308 publicado el 31 de mayo de 1859 a hablar sobre “amantes célebres entre los árabes”, allí catalogan a Wallada como la mujer por la que existe la obra de Ibn Zaydún. El semanario La América publicó el 24 de septiembre de 1859 a Wallada como cierre del número sobre poetas andaluces. El mismo periódico publicó un mes después un número sobre “La edad de oro en la poesía árabe” en la que tratan la poesía de Ibn Zaydún y mencionan a Wallada como el eje central de esta. Otros semanarios como El contemporáneo de Madrid (mayo de 1861), La Ciencia Cristiana (1877) y El siglo futuro (1876) catalogan a Wallada como una de las personas más influyentes dentro de la poesía árabe. Con estas publicaciones se hace visible la importancia de la poetisa para la literatura hispanoárabe.

## Reconocimientos
En 2000 se publica su primera biografía: Wallada, la última luna, de Matilde Cabello.
El 15 de julio de 2004 se estrenó en el Festival de la Guitarra de Córdoba "Wallada (El sueño de un poeta cordobés)", musical de rock sinfónico andaluz.
En febrero de 2008, el grupo musical Saurom lanza una canción dedicada a la historia de Wallada, titulada "Wallada la Omeya", incluida en su álbum Once Romances desde Al-Andalus. La banda también dedica un vídeo musical a esta canción.
En julio de 2018 la Asociación “Herstóricas. Historia, Mujeres y Género” y el Colectivo “Autoras de Cómic” creó un proyecto de carácter cultural y educativo para visibilizar la aportación histórica de las mujeres en la sociedad y reflexionar sobre su ausencia consistente en un juego de cartas. Una de estas cartas está dedicada a Wallada.
En 2024, el productor de cine Pedro Alonso Pablos publicó un largometraje animado dedicado a esta poetisa y a su amante Ibn Zaydún titulado Abenzaidún y Wallada, amor eterno.